# Beeldentolk
De beeldentolk of beeldtolk lijkt qua functie op de gebarentolk, maar 'vertolkt' beelden met een beschrijving voor blinden en slechtzienden, terwijl een gebarentolk met gebarentaal de gesproken boodschap voor een dove of slechthorende tolkt. Beeldentolken worden ook wel beeldenfluisteraars genoemd.
Een beeldentolk is vaak ook geen professionele tolk of gids, maar een vrijwilliger. Beeldentolken verschijnen op het toneel als een blinde of slechtziende graag een bepaalde tentoonstelling wil bezoeken of aan een gegidste wandeling wil deelnemen. Het museum of de organisator kan dan een vrijwillige beeldentolk zoeken voor die bepaalde tentoonstelling of gegidste wandeling. Om het bezoek zo vlot mogelijk te laten verlopen, kan de beeldentolk de persoon in kwestie al van thuis begeleiden. Tijdens het museumbezoek of wandeling geeft de tolk niet alleen ondersteuning door beelden uit te leggen, maar ook door voelobjecten en geluiden te voorzien.
Een van de eerste tentoonstellingen in het Nederlandstalige gebied met een beeldentolk was de tentoonstelling Amai, email in het Gentse museum MIAT in 2016. Dat gebeurde in samenwerking met de organisatie Inter Vlaanderen die ernaar streeft om zoveel mogelijk hindernissen voor mindervaliden weg te werken. Ook het Luisterfestival van het Brusselse BELvue Museum werkte in 2016 een gelijkaardig initiatief uit.